# كلوريد الباريوم
كلوريد الباريوم هو مركب كيميائي له الصيغة BaCl2 ، يتواجد على شكل ثنائي هيدرات BaCl2.2H2O التي تكون عبارة عن بلورات عديمة اللون .
يعد مركب كلوريد الباريوم من أكثر أملاح الباريوم المنحلة أهمية.

## الخواص
- ينحل مركب كلوريد الباريوم بشكل جيد في الماء.
- بالتسخين فوق 65°س يستغني مركب كلوريد الباريوم عن جزيئة واحدة من الماء ليصبح أحادي هيدرات، وبمتابعة التسخين إلى فوق 100°س نحصل على الشكل اللامائي من مركب كلوريد الباريوم.

## التحضير
يحضر مركب كلوريد الباريوم من تأثير حمض كلور الماء على محلول من مركب كبريتيد الباريوم، وذلك حسب القاعدة الكيميائية المعروفة أن الحمض القوي يطرد الحمض الضعيف من أملاحه.
BaS + 2 HCl → BaCl2 + H2S↑

## الاستخدامات
- يستخدم مركب كلوريد الباريوم لتحضير مركب كبريتات الباريوم.
- يستخدم مركب كلوريد الباريوم في الكيمياء التحليلية للكشف عن شاردة الكبريتات، حيث يتم تحضير محلول 0.5 مولي منه (12.2 غ كلوريد باريوم في 100 مل ماء) وتضاف قطرات قليلة منه إلى المحلول المراد الكشف عن الكبريتات فيه، والذي يكون محمضاً.

في حال وجود شاردة الكبريتات في المحلول يتشكل راسب أبيض من  كبريتات الباريوم صعب الانحلال.

## السلامة
مركب كلوريد الباريوم مركب سام مثل كل أملاح الباريوم المنحلة.